# Округ Лејк (Колорадо)
Лејк (енгл. Lake County) је округ у америчкој савезној држави Колорадо. По попису из 2010. године број становника је 7.310. Седиште округа је град Лидвил.

## Демографија
Према попису становништва из 2010. у округу је живело 7.310 становника, што је 502 (6,4%) становника мање него 2000. године.
| Група             | 2000.         | 2010.         |
| Белци             | 4.809 (61,6%) | 4.252 (58,2%) |
| Афроамериканци    | 14 (0,2%)     | 27 (0,4%)     |
| Азијати           | 24 (0,3%)     | 33 (0,5%)     |
| Хиспаноамериканци | 2.823 (36,1%) | 2.858 (39,1%) |
| Укупно            | 7.812         | 7.310         |